# Pavlo Chandrouk
 (mars 2020).
Si vous disposez d'ouvrages ou d'articles de référence ou si vous connaissez des sites web de qualité traitant du thème abordé ici, merci de compléter l'article en donnant les références utiles à sa vérifiabilité et en les liant à la section « Notes et références ».
Pavlo Chandrouk (en ukrainien : Павло Феофанович Шандрук, en polonais : Pawło Szandruk), né le 28 février 1889 et mort le 15 février 1979, a commandé l'Armée nationale ukrainienne.

## Carrière militaire
Durant la Première Guerre mondiale, Pavlo Chandrouk commande un bataillon du 232e régiment d'infanterie de réserve de l'armée impériale russe. Il rejoint ensuite la République nationale ukrainienne dans sa lutte à la fois contre les Russes rouges et contre les Russes blancs. Il est successivement à la tête du bataillon autonome de Cosaques zaporogues, du 9e régiment d'infanterie et du 1er régiment de recrues des forces nationales ukrainiennes. Après la réorganisation de l'armée en 1920, il dirige la 4e brigade de la 3e division d'infanterie. Après l'échec de l'offensive de Kiev  et la chute de l'État ukrainien, il est interné en Pologne avec d'autres soldats ukrainiens.
Jusqu'en 1936, il exerce différentes fonctions auprès des exilés ukrainiens menés par Symon Petlioura puis Andry Livytsky. En 1936, il rejoint l'armée polonaise, il reçoit une formation au sein de la « Wyższa Szkoła Wojenna », à la suite de laquelle il est promu au rang de major de l'armée polonaise.
En septembre 1939, en tant que colonel, il combat contre les Allemands. Le 13 septembre, il sauve une brigade de la destruction complète en tendant un piège à l'armée allemande. Après la guerre, il reçoit la croix de l'ordre militaire de Virtuti Militari des mains de Władysław Anders, du gouvernement polonais en exil.
Après la capitulation polonaise, Chandrouk, est capturé est envoyé dans un camp de prisonniers, il en est libéré à cause de ses blessures. Il est de nouveau arrêté par la Gestapo, et interrogé sur de prétendues activités de sabotages, mais est de nouveau libéré au printemps 1941 juste avant l'attaque allemande contre l'Union soviétique.
En 1945, il accepte de prendre la direction du Comité national ukrainien et devient simultanément le commandant de la toute nouvelle Armée nationale ukrainienne, qui combat auprès des Allemands contre l'Armée rouge.

## Après la guerre
En mai 1945, il se rend aux troupes américaines avec les restes de la 1re division de l'Armée nationale ukrainienne, alors déployés en Autriche. La plupart de ses hommes sont livrés à Staline et finissent au Goulag, mais lui parvient à s'échapper avant d'être livré et il vit ensuite en Autriche puis aux États-Unis.